# 吉田斐太麻呂
吉田 斐太麻呂（きった の ひだまろ）は、奈良時代の貴族・医師。姓は連。官位は従五位上・内薬正。

## 経歴
奈良時代前期の医師である、吉宜の近親か。
称徳朝末の神護景雲4年（770年）外従五位下に叙せられる。光仁朝の宝亀2年（771年）内薬正に任ぜられると、桓武朝初頭までの10年以上に亘ってこれを務めた。この間、宝亀10年（779年）内位の従五位下に叙せられ、光仁朝末には侍医も兼ねている。
桓武朝初頭の天応元年（781年）従五位上に至る。

## 官歴
『続日本紀』による。
- 時期不詳：正六位上
- 神護景雲4年（770年） 7月20日：外従五位下
- 宝亀2年（771年） 閏3月1日：内薬正
- 宝亀7年（776年） 3月6日：兼出雲掾
- 宝亀8年（777年） 正月25日：兼伯耆介
- 宝亀9年（778年） 2月4日：兼伊勢介
- 宝亀10年（779年） 2月9日：従五位下（内位）
- 時期不詳：兼侍医
- 宝亀11年（780年） 2月9日：兼相模介
- 天応元年（781年） 8月1日：従五位上